# Ramphastos
Ramphastos is een geslacht van vogels uit de familie van de toekans (Ramphastidae). De wetenschappelijke naam van het geslacht werd in 1758 gepubliceerd door Carl Linnaeus.

## Soorten
De volgende soorten worden in het geslacht geplaatst:
- Ramphastos ambiguus – Zwartsnaveltoekan
- Ramphastos brevis – Chocótoekan
- Ramphastos citreolaemus – Citroenkeeltoekan
- Ramphastos dicolorus – Roodborsttoekan
- Ramphastos sulfuratus – Zwavelborsttoekan
- Ramphastos toco – Reuzentoekan
- Ramphastos tucanus – Roodsnaveltoekan
- Ramphastos vitellinus – Groefsnaveltoekan